# محمد رضا كلزار
محمد رضا گلزار (21 مارس 1977 -)، ممثل إيراني. وهو أحد أهم نجوم السينما الإيرانية. حاصل على بكالوريوس هندسه ميكانيكا من جامعه آزاد الإسلامية في طهران.

## البداية
عمل كموسيقى ومطرب وعارض ازياء ومدرب فريق كرة طائرة ومدرب فريق تزحلق على الجليد

## حياتة الفنية
أول فيلم كان بعنوان (سام ونرگس) عام 2000 وتم ترشيحه لهذا الدور من قبل المخرج الايرانى (إيراج قاديرى).

### ما قاله گلزار عن تجربته الاولي
انا ادين لايرج قادري
ايرج قادري له تاثير مهم في نجاحي ووتواجدي، هو السبب في دخولي عالم السنيما، اتذكر جيدا اللحظات الأولي لي امام الكاميرا كنت متوتر جدا وكان وقت عصب فهذه هي اللقطة الأولي اتذكر جيدا قادري اعطاني الثقة أثناء التصوير، ايرج قادري أستاذ ومعلم وانا احبه كثيرا، ولقد اتي أثناء عرض (شيش وبش) وشاهدنا الفيلم سويا.

## أعماله
سام ونرگس _ سنه 2000
زمانه _سنه 2001
شام اخر _سنه 2002
زهر عسل _سنه 2003
بوتيك_سنه 2003
جشمان سياه (العيون السوداء)_ سنه 2004
كما (الغيبوبة)_سنه 2004
گل يخ (زهرة الثلج)_سنه 2005
تله (الفخ)_ سنه 2006
آتاش بس (الهدنة) _سنه 2006
كلاغ بر_سنه 2007
توفيق اجبارى_ سنه 2007
مجنون ليلى _سنه 2008
دو خواهر (الاختين) _سنه 2008
ديموكراسى تو روز روشن_(الديمقراطية الآن)_سنه 2010
شيش وبش (سته وخمسه) سنة 2010
شش نفر زير باران (سته اشخاص تحت المطر)_ سنه 2010
تو ومن (انا وأنت)- سنة 2011
مسلسل ساخت إيران (صنع في إيران) -يعرض الآن

## مكانتة
يعد محمدرضا گلزار نجم الشباك الأول في إيران
دائما تحقق افلامه اعلي المبيعات.

## وصلات خارجية
- محمد رضا كلزار على موقع IMDb (الإنجليزية)
- محمد رضا كلزار على موقع ميوزك برينز (الإنجليزية)
- محمد رضا كلزار على موقع ديسكوغز (الإنجليزية)
- محمد رضا كلزار على موقع قاعدة بيانات الفيلم (الإنجليزية)
- fans on facebook محمد رضا كلزار  على فيسبوك.
- صفحه محمدرضا گلزار علي الفيس بوك  على فيسبوك.
- موقع رسمي لمحمدرضا گلزار نسخة محفوظة 17 أغسطس 2018 على موقع واي باك مشين.
- موقع اخر لمحمدرضا گلزار
- الملف الشخصي لمحمدرضا گلزار علي موقع whatsupiran
- صفحه محمدرضا گلزار علي موقع cinetmag